# 朱少璋
朱少璋（英語：Chu Siu Cheung，1965年—），廣東開平人，香港作家，現職香港浸會大學語文中心高級講師。平日在研究、教學之餘，亦好寫作，文稿散見於香港各大報刊。

## 生平
朱少璋曾就讀佛教大雄中學，畢業於香港浸會學院中文系，其後取得新亞研究所文學碩士、香港大學中文系哲學碩士及香港浸會大學中文系哲學博士。曾主持電台節目《文采飛揚》及《解構經典》，又曾為香港學校音樂及朗誦協會擔任香港學校朗誦節評判及選材委員。主要從事文學研究、中文教學工作及創作詩文，特別專注於整理粵劇文獻及粵調唱詞，包括編纂南海十三郎專欄文集《小蘭齋雜記》。
2021年6月，朱少璋於「第十五屆香港藝術發展獎」頒獎典禮上，獲香港藝術發展局頒發「藝術家年獎（藝術評論）」，以表揚其為整理及評論廣義文藝、包括戲曲、文化、文學等範疇的貢獻。

## 著作
學術著作有《蘇曼殊散論》、《郁達夫詩注》、《聆聽學》、《規矩與方圓》、《陳錦棠演藝平生》等，散文集有《拾貝》、《輕描淡寫》、《塵土雲月》、《灰闌記》、《隱指》等，古典詩集有《平仄詩草》（1988年）及《琴影樓詩》（2008年）。其中，《告別下雨天》、《拾貝》及《佯看羅襪》，獲教育統籌局（現稱教育局）列為香港中學中國語文課程參考書籍。編著有《荊山玉屑》（香港浸會大學璞社詩輯）、《荊山玉屑·續編》（香港浸會大學璞社詩輯）﹑《海上生明月：侯汝華詩文輯存》、南海十三郎專欄文集《小蘭齋雜記》等。

## 獎項及榮譽
- 2015年：金閱獎最佳書籍獎[3]
- 2016年：香港書獎[3]
- 2018年：獲時任香港民政事務局局長劉江華頒發嘉許證書及獎章[3]
- 2019年：澳門文學獎公開組散文組優異獎[5]
- 2021年：香港藝術發展局「第十五屆香港藝術發展獎」：「藝術家年獎（藝術評論）」